# Bert Jammaer
Bert Jammaer (* 1. März 1980) ist ein belgischer Triathlet und zweifacher Ironman-Sieger (2008, 2009).

## Werdegang
Bert Jammaer startete 1992 erstmals bei einem Triathlon. Sein Onkel Jan war in den 1980er Jahren als Triathlet international erfolgreich.
Der gelernte Feuerwehrmann konnte bereits zweimal die Langdistanz des Triathlon (3,86 km Schwimmen, 180,2 km Radfahren, 42,195 km Laufen) auf Lanzarote für sich entscheiden und landete dort 2010 auf dem zweiten Rang.
Er wird trainiert von Bart Decru.
Jammaer lebt heute mit seiner Frau und zwei Kindern in Boom.
Seit 2015 trat er nicht mehr bei internationalen Bewerben in Erscheinung.
Beim Ironman Switzerland wurde der ohne Profi-Lizenz startende 42-Jährige im Juli 2022 Zweiter.

## Sportliche Erfolge
| Datum/Jahr    | Rang | Wettbewerb              | Austragungsort          | Zeit     | Bemerkung                         |
| ------------- | ---- | ----------------------- | ----------------------- | -------- | --------------------------------- |
| 2. Mai 2015   | 1    | Volcano Triathlon       | Lanzarote               | 01:57:51 |                                   |
| 10. Nov. 2012 | 6    | Ironman 70.3 Lanzarote  | Lanzarote               | 04:13:59 |                                   |
| 8. Mai 2011   | 5    | Volcano Triathlon       | Lanzarote               | 02:02:40 | [ 4 ]                             |
| 2007          | 5    | Ironman 70.3 California | Oceanside (Kalifornien) |          |                                   |
| 2006          | 10   | Ironman 70.3 St. Croix  | Saint Croix             |          | hinter dem Sieger Craig Alexander |
| 2005          | 8    | Ironman 70.3 St. Croix  | St. Croix               |          |                                   |

| Datum/Jahr    | Rang | Wettbewerb                                         | Austragungsort    | Zeit     | Bemerkung                                                           |
| ------------- | ---- | -------------------------------------------------- | ----------------- | -------- | ------------------------------------------------------------------- |
| 10. Juli 2022 | 2    | Ironman Switzerland                                | Thun              | 08:50:14 |                                                                     |
| 23. Mai 2015  | 5    | Ironman Lanzarote                                  | Puerto del Carmen | 09:12:05 |                                                                     |
| 29. Juni 2014 | 7    | Ironman Austria                                    | Klagenfurt        | 08:16:36 | persönliche Ironman-Bestzeit                                        |
| 17. Mai 2014  | 3    | Ironman Lanzarote                                  | Puerto del Carmen | 09:00:44 |                                                                     |
| 18. Aug. 2013 | 3    | Ironman Mont-Tremblant                             | Québec            | 08:31:35 |                                                                     |
| 4. Aug. 2013  | 3    | BEL Long Distance Triathlon National Championships | Eupen             | 03:59:52 | hinter Tim Brydenbach und Willem Brems                              |
| 11. Aug. 2012 | 7    | Ironman New York                                   | New York City     | 08:34:59 |                                                                     |
| 28. Aug. 2011 | 3    | Ironman Canada                                     | Penticton         | 08:42:34 |                                                                     |
| 24. Juli 2011 | 8    | Ironman Germany                                    | Frankfurt am Main | 08:32:26 |                                                                     |
| 22. Mai 2010  | 2    | Ironman Lanzarote                                  | Puerto del Carmen | 08:39:35 | hinter dem Spanier Eneko Llanos und vor dem Deutschen Maik Twelsiek |
| 23. Mai 2009  | 1    | Ironman Lanzarote                                  | Puerto del Carmen | 08:54:03 | Sieg vor dem Deutschen Stephan Vuckovic                             |
| 24. Mai 2008  | 1    | Ironman Lanzarote                                  | Puerto del Carmen | 08:59:37 |                                                                     |
| 13. Okt. 2007 | 12   | Ironman Hawaii                                     | Hawaii            | 08:35:53 |                                                                     |
| 19. Mai 2007  | 4    | Ironman Lanzarote                                  | Puerto del Carmen | 09:05:08 |                                                                     |
| 16. Juli 2006 | 5    | Ironman Austria                                    | Klagenfurt        | 08:22:48 |                                                                     |
| 21. Okt. 2006 | 48   | Ironman Hawaii                                     | Hawaii            | 08:35:53 |                                                                     |
| 15. Okt. 2005 | 32   | Ironman Hawaii                                     | Hawaii            |          |                                                                     |
| 17. Juli 2005 | 6    | Ironman Switzerland                                | Zürich            |          |                                                                     |
| 11. Juli 2004 | 9    | Ironman Germany                                    | Frankfurt am Main |          |                                                                     |

(DNF – Did Not Finish)